# Patiscus malayanus
Patiscus malayanus är en insektsart som beskrevs av Lucien Chopard 1969. Patiscus malayanus ingår i släktet Patiscus och familjen syrsor. Inga underarter finns listade i Catalogue of Life.